# Breganze
Breganze ist eine italienische Gemeinde in der Provinz Vicenza, Region Venetien. Die Gemeinde hat auf einer Fläche von 21 km² 8366 Einwohner (Stand 31. Dezember 2023).

## Städtepartnerschaft
- Bourgueil, Frankreich. Seit 2001 besteht die Partnerschaft mit der französischen Weinbaugemeinde an der Loire.

## Weinbau
Die Gemeinde gibt einem kleinen Weinbaugebiet in Venetien den Namen. Für dort produzierte Weine gibt es seit 1969 den Status einer „kontrollierten Herkunftsbezeichnung“ (Denominazione di origine controllata – DOC), die zuletzt am 7. März 2014 aktualisiert wurde.

### Anbau
Der Anbau ist außerdem in den Gemeinden Fara Vicentino, Molvena sowie in Teilen der Gemeinden von Bassano del Grappa, Lugo di Vicenza, Marostica, Mason Vicentino, Montecchio Precalcino, Pianezze, Salcedo, Sandrigo, Sarcedo und Zugliano zugelassen.
Von 427 ha zugelassenen Reblands erzeugten die Winzer 2014 etwa 24.000 hl DOC-Wein.

### Erzeugung
Folgende Weintypen dürfen erzeugt werden:
- Breganze bianco, auch als „Superiore“. Wird aus mindestens 50 % Tocai Friulano hergestellt. Höchstens 50 % andere weiße Rebsorten, die für den Anbau in der Provinz Vicenza zugelassen sind, dürfen zugesetzt werden.
- Breganze rosso, auch als „Superiore“ und „Riserva“. Wird aus mindestens 50 % Merlot hergestellt. Höchstens 50 % andere rote Rebsorten, die für den Anbau in der Provinz Vicenza zugelassen sind, dürfen zugesetzt werden.
- Alle weiteren Weine müssen mindestens 85 % der genannten Rebsorte enthalten. Höchstens 15 % andere analoge Rebsorten, die für den Anbau in der Provinz Vicenza zugelassen sind, dürfen zugesetzt werden. Dies sind:
  - Breganze Tai (aus Tocai Friulano), auch als „Superiore“
  - Breganze Pinot bianco, auch als „Superiore“
  - Breganze Pinot Grigio, auch als „Superiore“
  - Breganze Vespaiolo (aus Vespaiola), auch als „Superiore“ und „Spumante“
  - Breganze Torcolato (aus teilrosinierten Trauben der Vespaiola), auch als „Riserva“
  - Breganze Chardonnay, auch als „Superiore“
  - Breganze Sauvignon, auch als „Superiore“
  - Breganze Pinot nero, auch als „Superiore“ und „Riserva“
  - Breganze Marzemino, auch als „Superiore“ und „Riserva“
  - Breganze Merlot, auch als „Superiore“ und „Riserva“
  - Breganze Cabernet Sauvignon, auch als „Superiore“ und „Riserva“
  - Breganze Cabernet (aus Cabernet Franc und/oder Cabernet Sauvignon und/oder Carmenère), auch als „Superiore“ und „Riserva“.

## Sonstiges
Das Modelabel Diesel und der Landmaschinenhersteller Laverda S.p.A. haben ihren Hauptsitz in Breganze. Auch der ehemalige Motorradhersteller Laverda (1949 bis 1987) produzierte vor Ort.